# Cesanese Comune
Cesanese Comune ist eine autochthone Rotweinsorte der Region Latium in Italien. Sie ist Teil der Familie der Cesanese-Reben. Ihr Anbau ist in den Provinzen Frosinone, Rieti, Latina und Terni sowie der Metropolitanstadt Rom empfohlen. Zugelassen ist sie außerdem in der Provinz Salerno in Kampanien. Im Jahr 1999 wurde eine bestockte Rebfläche von 985 Hektar erhoben.
Die spätreifende Sorte ergibt rubinrote Weine, die jung getrunken werden sollten. Sie finden Eingang in den DOCG-Wein Cesanese del Piglio und in die DOC-Weine Castelli Romani, Cerveteri, Cesanese di Affile, Cesanese di Olevano Romano, Cori, Rosso Orvietano und Tarquinia.
Siehe auch den Artikel Weinbau in Italien sowie die Liste von Rebsorten.

## Synonyme
Die Rebsorte Cesanese Comune ist auch unter den Namen Bambino, Bombino Nero, Bonvino Nero, Cesanese, Cesanese ad Acino Grosso, Cesanese di Affile, Cesanese Velletrano, Cezanese Nero, Ferrigno Nero, Mangiatoria, Nero Ferrigno, Sancinella, Sanginella, Sanguinella und Uva di Affile bekannt.